# Consell de Treball, Econòmic i Social de Catalunya
El Consell de Treball, Econòmic i Social de Catalunya (CTESC) és un òrgan consultiu i d'assessorament al Govern de la Generalitat de Catalunya en matèries socioeconòmiques, laborals i ocupacionals. Va ser creat en virtut de la Llei 3/1997, de 16 de maig, i la Llei 7/2005, de 8 de juny, desenvolupada pel Decret 43/2007, de 20 de febrer i pel Reglament intern, n'estableix la nova regulació.

## Missió i línies d'actuació
La missió del Consell és contribuir a adequar les polítiques governamentals a les necessitats de la societat mitjançant l'anàlisi i el debat de les aportacions dels representants de les organitzacions sindicals i patronals, dels sectors agrari, maritimopesquer i de l'economia social, a més de persones de reconegut prestigi en els àmbits que són competència del CTESC.
Les principals línies d'actuació són:
- Emetre dictamen amb caràcter preceptiu, no vinculant i previ a la tramitació corresponent, sobre els avantprojectes de llei i els projectes de decret legislatius que regulen matèries socioeconòmiques, laborals i d'ocupació, com també en la resta de supòsits que la normativa preveu.
- Elaborar propostes, informes o estudis a sol·licitud del Govern o els consellers o conselleres o per iniciativa pròpia sobre matèries de l'àmbit de les seves competències.
- Elaborar i trametre al Govern una memòria en què es reflecteixin les seves consideracions respecte a la situació socioeconòmica i laboral de Catalunya, i una reflexió sobre la possible evolució d'aquesta situació.
- Elaborar i trametre al Govern un informe anual sobre la situació dels treballadors autònoms a Catalunya.
- Elaborar l'Informe de gestió del Consell.
- Elaborar mensualment un full d'Indicadors socioeconòmics i laborals amb l'objectiu de proporcionar una anàlisi concisa sobre els aspectes més destacats de l'evolució socioeconòmica i laboral a Catalunya.
- Assessorar el Govern de la Generalitat en matèries socioeconòmiques, laborals i ocupacionals.

## Composició
L'article 3 de la Llei 7/2005, de 8 de juny, del Consell de Treball, Econòmic i Social de Catalunya i l'article 4 del Decret 43/2007, de 20 de febrer, de desenvolupament de la Llei, disposen que el Consell és integrat per trenta-set membres, distribuïts de la manera següent:
- La persona que ocupa la Presidència.
- El Grup Primer, format per dotze membres, en representació de les organitzacions sindicals més significatives (CCOO i UGT).
- El Grup Segon, format per dotze membres, en representació de les organitzacions empresarials més significatives (Foment, Pimec i Fepime).
- El Grup Tercer, format per dotze membres: sis en representació del sector agrari, el sector maritimopesquer i el sector de l'economia social, actualment representats per les següents organitzacions: Unió de Pagesos (UP), Joves Agricultors i Ramaders de Catalunya (JARC), Federació Nacional Catalana de Confraries de Pescadors (FNCP), Confederació de Cooperatives de Catalunya (CCC), Taula d'Entitats del Tercer Sector Social de Catalunya, i sis més, que han d'ésser persones expertes de prestigi reconegut en les matèries que són competència del Consell.

## Òrgans
Són òrgans del Consell de Treball, Econòmic i Social de Catalunya, de conformitat amb el que disposen els articles 6 de la Llei 7/2005 i l'article 5 del Decret 43/2007, els següents:
- El Ple
- La Comissió Executiva
- Les comissions de treball
- La Presidència
- Les vicepresidències
- La Secretaria Executiva

## Darreres publicacions
- Dictàmens[5]
- Memòria socioeconòmica i laboral de Catalunya[6]
- Situació del treball autònom a Catalunya[7]
- Informe de gestió[4]
- Polítiques de suport a les famílies[8]
- Integració de l'atenció social i sanitària[9]